# روز أونيل
روز أونيل (بالإنجليزية: Rose O'Neill)‏ هي رسامة كارتون أمريكية، ولدت في 25 يونيو 1874 في ويلكس بار في الولايات المتحدة، وتوفيت في 6 أبريل 1944 في سبرينغفيلد في الولايات المتحدة. أسست مسيرة مهنية ناجحة كرسامة للمجلات والكتب؛ وأصبحت في سن مبكر الرسامة التجارية الأشهر والأعلى أجراً في الولايات المتحدة الأمريكية. حصلت أونيل على ثروة وشهرة عالمية من خلال تصميمها لشخصية «كيوباي» التي كانت أشهر شخصية كرتونية قبل ميكي ماوس.
كانت أونيل ابنة بائع كتب وربة منزل، ونشأت في ولاية نبراسكا الريفية. اهتمت بالفنون في سن مبكرة وسعت للحصول على وظيفة كرسامة في مدينة نيويورك في سن الخامسة عشرة.
صممت في وقت لاحق الشخصية الكرتونية «كيوباي»، والتي ظهرت لأول مرة في عدد من مجلة «ليديز هوم جورنال» في عام 1909؛ تحولت شخصية كيوباي في عام 1912إلى دمية صغيرة بعد أن صنّعتها شركة ج.د. كيستنر، وهي شركة ألعاب ألمانية استخدمت في صناعة الدمية مواد تكوين وأنواع من السليلويد. كانت دمى كيوباي شائعة بشكل كبير في أوائل القرن العشرين، وتعتبر واحدة من أوائل الألعاب التي تم تسويقها على نطاق واسع في الولايات المتحدة الأمريكية.
كتبت أونيل أيضاً العديد من الروايات وكتب الشعر، وكانت ناشطة في حق النساء في التصويت. كما كانت لفترة من الوقت الرسامة الأعلى أجراً في العالم بسبب نجاح دمى كيوباي.

## النشأة
ولدت روز سيسيل أونيل في 25 يونيو من عام 1874 في ويلكس بار في ولاية بنسلفانيا. كان والداها وليام باتريك هنري وأليس سيسيليا أسينايا سينيا سميث أونيل «ميمي». امتلكت أونيل شقيقتان أصغر سناً منها هما لي وكاليستا بالإضافة إلى ثلاثة أشقاء أصغر سناً هم هيو وجيمس وكلارنس.
عمل والدها ذو الأصل الأيرلندي ببيع الكتب فقد أحبّ الأدب والفن والمسرح. في حين كانت والدتها موسيقية موهوبة وممثلة ومعلمة. ظهرت مواهب أونيل وحبها للفن والكتابة في سن مبكرة للغاية، ففي الثالثة عشر من عمرها، دخلت مسابقة رسم للأطفال برعاية أوماها هيرالد، وفازت بالجائزة الأولى عن لوحتها التي عنونتها باسم «إغراء يؤدي إلى الهاوية». 
خلال عامين، قدمت أونيل رسومات توضيحية لمنشورات أوماها المحلية مثل «إكسيلسيور» و«ذا غريت ديفايد» وكذلك المجلات الدورية الأخرى، وضمنت مكانها في هذا العمل بمساعدة محرر في «أوماها وورلد- هيرالد» والمدير الفني لمجلة «إيفريبودي ماغازين» اللذين كانا أصحاب القرار في المنافسة على هذا العمل.
ساعد الدخل الذي جنته أونيل في إعالة أسرتها بعد أن كافح والدها من أجل دعمها عن طريق بيعه للكتب. التحقت أونيل بمدرسة دير القلب المقدس في أوماها.

## المسيرة المهنية

### الانتقال إلى نيويورك
قام والد أونيل بنقلها إلى نيويورك من أجل تعزيز مواهبها، وتركها في نيويورك في دير أخوات ساينت ريجيس؛ ورافقتها الراهبات أثناء زيارتها لمختلف الناشرين من أجل بيع أعمال مجموعتها الستين من الرسومات؛ تمكنت أونيل من بيع رسوماتها إلى العديد من دور النشر وبدأت بتلقي المزيد من الطلبات. ظهرت رسومات أونيل الكاريكاتورية في العدد 19 من مجلة «ترو» في شهر سبتمبر لعام 1896. لتكون بذلك أول رسامة كاريكاتور مشهورة في الولايات المتحدة الأمريكية.
انضمت أونيل لاحقاً إلى طاقم موظفي مجلة «باك» –وهي مجلة ترفيهية أمريكية– وكانت الأنثى الوحيدة في هذا الفريق. وساهمت في رسم بعض الرسوم الكاريكاتيرية لمجلة «هاربرز» ومجلة «لايف». 

### الرسومات الأولى
قابلت أونيل في عام 1892 شاباً من فرجينيا يدعى غراي لاثام، وتزوجته في عام 1896. في السنوات التالية، لم تعد أونيل راضيةً عن لاثام، بسبب حبه للعيش بترف والمقامرة، كما كان يُعرف بأنه لعوب. وجدت أونيل أن لاثام، بنمط حياته الترف، أنفق دخلها على نفسه؛ فانتقلت أونيل إلى مقاطعة تاني في ميسوري وتقدمت بطلب الطلاق في عام 1901، وعادت إلى بونيبروك. 
في أواخر عام 1901، بدأ أونيل بتلقي رسائل وهدايا مجهولة المصدر في البريد؛ ولكنها علمت لاحقاً أن المحرر المساعد في مجلة «باك» هاري ليون ويلسون. هو من يرسلهم. تورطت أونيل وويلسون عاطفياً بعد فترة وجيزة من هذه الحادثة، وتزوجا في عام 1902.  كتب هاري خلال السنوات الثلاث الأولى من زواجهما روايتي «أسود الإله» (1903) و«زعيم أركادي الصغيرة» (1905)، حيث قامت أونيل بتصميم الرسومات الخاصة بالكتابين. تطلق هاري وأونيل لاحقاً في عام 1907.
نشرت أونيل روايتها الأولى، «غراميات إيدوي» في عام 1904، كما صممت رسومها التوضيحية أيضاً. 

### كيوباي والتقدم البارز
بدأت أونيل في عام 1908 وفي ذروة حركات المرأة الجديدة والحركات المزدهرة في مجال حقوق المرأة، بالتركيز على إنتاج أعمال فنية أصلية وخاصة بها، فابتكرت في هذه الفترة شخصيات كيوباي غريبة الأطوار والتي حصلت على شهرتها بسببها. 
استُمد اسم الشخصية من إله الحب الروماني «كيوبيد». أصبحت أونيل بحسب قولها مهووسة بفكرة الشخصيات الملائكية، لدرجة أنها كانت تحلم بها، وقالت بهذا الخصوص: «لقد فكرت في شخصيات كيوباي لدرجة أنني كنت أحلم بأنهم كانوا جميعاً يقومون بحركات بهلوانية على غطاء سريري. كما جلس أحدهم في يدي». ووصفتهم بأنهم«نوع من الجنيات الصغيرة المستديرة التي تملك فكرة واحدة هي تعليم الناس أن يكونوا مبتهجين ولطيفين في نفس الوقت». 
ظهرت شخصيات كيوباي لأول مرة ضمن شريط هزلي في عام 1909 في عدد من مجلة «ليديز هوم جورنال»؛ كما ساعدت منشورات أخرى من كاريكاتير كيوباي في الصفحة الرئيسية لمجلة «وومانز هوم كومبانيون» و«غود هاوسكيبينغ» في تعزيز شهرة هذه الرسوم المتحركة بسرعة كبيرة.

### باريس ومسيرتها المهنية اللاحقة
لم تتوقف أونيل عن العمل حتى في ذروة ثرائها؛ وربما كانت مدفوعة بحاجتها إلى التعبير عن نفسها في ظل الظروف المؤسفة التي تعرضت لها في حياتها؛ جنباً إلى جنب مع احتياجات أسرتها، فقامت بتحويل هذه الظروف إلى أنواع مختلفة من الفن.
لقد تعلمت فن النحت على يد أوغست رودان؛ كما قامت بالعديد من معارض المنحوتات واللوحات في باريس والولايات المتحدة. كانت هذه الأعمال أكثر تجريبية في الطبيعة، وتأثرت إلى حد كبير بالأحلام والأساطير.
عاشت أونيل بين عامي 1921 و1926 في باريس؛ وأثناء وجودها هناك، تم انتخابها للجمعية المستعمرية للفانين الفرنسيين في عام 1921، كما أقامت معارض لمنحوتاتها في معرض «ديفامبيز» في باريس في عام 1921، ومعرض «وايلدنشتاين» في نيويورك في عام 1922.
عادت أونيل إلى الولايات المتحدة الأمريكية في عام 1927، وبحلول عام 1937 كانت تعيش في بونيبروك بشكل دائم؛ وبحلول أربعينيات القرن الماضي، فقدت أونيل معظم أموالها وممتلكاتها، ويعود ذلك بشكل جزئي إلى الإسراف في الإنفاق، بالإضافة إلى تكلفة إعالة أسرتها بشكل كامل؛ كما كانت مجموعتها من الشماعات «الفنية» باهظة الثمن سبباً في فقدان ثروتها، كما لعب زوجها الأول دوراً في إفلاسها.
أضر الكساد الكبير أيضا ثروة أونيل. فشعرت أونيل خلال تلك الفترة بالفزع بعد أن وجدت أن عملها لم يعد مطلوباً؛ فقد تلاشت ظاهرة شخصية كيوباي بعد ثلاثين عاماً من الشعبية، وحل التصوير الفوتوغرافي محل الصور التوضيحية كأداة تجارية. 
حاولت أونيل تصميم دمية جديدة، وفي النهاية صممت «ليتل هو»، الذي كان تجسيداً لبوذا على شكل طفل ضاحك. ومع ذلك، أُحرق المصنع بشكل كامل قبل الانتهاء من وضع خطط لإنتاج اللعبة الصغير الجديدة.

## الحياة الشخصية
أصبحت أونيل شخصية بارزة في مجتمع برانسون في ولاية ميسوري، حيث تبرعت بوقتها وأعمالها الفنية لمدرسة أوزاركس في بوينت لوكاوت في ميسوري، وبقيت ناشطة في مجتمع الفن المحلي.
توفيت أونيل في 6 أبريل من عام 1944، بسبب قصور في القلب نتيجة تعرضها لشلل في منزل ابن أخيها في سبرينغفيلد في ولاية ميسوري. دُفنت أونيل في مقبرة الأسرة في بونيبروك هومستيد، بجانب والدتها والعديد من أفراد أسرتها.
أُدرج بونيبروك هومستيد ضمن السجل الوطني للأماكن التاريخية في عام 1997.

## أعمال منشورة

### مؤلفة ورسامة توضيحية
- غراميات إيدوي (بوسطن: لوثروب، 1904).
- السيدة في الخمار الأبيض (نيويورك: هاربر وإخوانه، 1909).
- كيوبايز ودوتي دارلينغ (نيويورك: جورج ه. دوران، 1912).
- كيوبايز: كتابهم وشعرهم الموزون وقصائدهم (نيويورك: فريدريك أ. ستوكس، 1913).
- كيوتوتس كيوباي (1914).
- بداية كيوباي (1916).
- السيد والعشيقة (نيويورك: نوف، 1922).
- الكيوبايز والطفل الهارب (نيويورك: دوبلداي، دوران، 1928).
- غاردا (نيويورك: دوبلداي، دوران 1929).
- المرأة الغول (نيويورك: دوبلداي، دوران، 1930).

### الرسومات التوضيحية فقط
- أسود الإله لهاري ليون ويلسون (بوسطن: لوثروب، 1914).
- زعيم أركادي الصغيرة لهاري ليون ويلسون (بوسطن: لوثروب، 1905).
- كتاب طفلنا (نيويورك: وومانز هوم كومبانيون، 1914).
- سؤال صغير حول حقوق النساء لباركر هويستد فيلمور (نيويورك: جون لين، 1916).
- بيت الغد؛ أو الملاك الصغير لجورج أونيل (نيويورك: إ.ب. دُتون، 1930) -تعاون بين أخ واخته.

## وصلات خارجية
- روز أونيل على موقع الموسوعة البريطانية (الإنجليزية)